# Голодні ігри: Переспівниця. Частина І
«Голодні ігри: Переспівниця. Частина І» (англ. The Hunger Games: Mockingjay — Part 1) — фільм режисера Френсіса Лоуренса 2014 року, продовження фільмів «Голодні ігри» та «Голодні ігри: У вогні». Прем'єра в США відбулася 10 листопада 2014 року, в Україні — 20 листопада 2014.

## Сюжет
Все, чого хотіла Катніс Евердін — врятувати свою сестру від жорстокої долі «Голодних ігор». Проте їй доводиться взяти участь у повстанні, яке так давно назрівало і ось, нарешті, воно вибухає. І саме Катніс повинна стати символом і головною дійовою особою цієї кампанії, перемогу в якій святкуватимуть не всі. Історія розгортається з моменту закінчення другого фільму. Врятована в 13-ому дистрикті дівчина дізнається, що не тільки вона вижила — Піта також живий. От тільки він став працювати на Капітолій.

## Акторський склад
| Актор                | Роль                    |
| -------------------- | ----------------------- |
| Дженніфер Лоуренс    | Катніс Евердін          |
| Джошуа Гатчерсон     | Піта Мелларк            |
| Ліам Гемсворт        | Гейл Готорн             |
| Вуді Гаррельсон      | Геймітч Абернаті        |
| Елізабет Бенкс       | Еффі Тринькіт           |
| Філіп Сеймур Гоффман | Плутарх Гевенсбі        |
| Джуліанн Мур         | Альма Коен              |
| Дональд Сазерленд    | Президент Коріолан Сноу |
| Стенлі Туччі         | Цезар Флікермен         |
| Джеффрі Райт         | Біпер                   |
| Сем Клафлін          | Фіней Одейр             |
| Наталі Дормер        | Крессіда                |
| Махершала Алі        | Боґґз                   |
| Віллоу Шилдс         | Примроуз «Прим» Евердін |
| Паула Малкомсон      | Місіс Евердін           |
| Патіна Міллер        | командер Пейлор         |
| Джена Мелоун         | Джоанна Мейсон          |
| Стефф Довсон         | Енні Креста             |
| Еван Росс            | Мессалла                |
| Вес Четем            | Кастор                  |
| Елден Генсон         | Поллакс                 |
| Роберт Кнеппер       | Антоній                 |

## Касові збори
«Голодні ігри: Переспівниця. Частина І» показав найкращий старт року в Північній Америці. Нічні покази принесли фільму 17 млн. $. За перший уїк-енд в Україні (20-23 листопада) стрічка зібрала більше 8,5 млн. грн. Загальні домашні збори «Переспівниці» склали 337 018 555 $, що в сумі з закордонними 414 964 344 $ становить значущі 751 982 899 $.